# Historia del sufragio en Chile

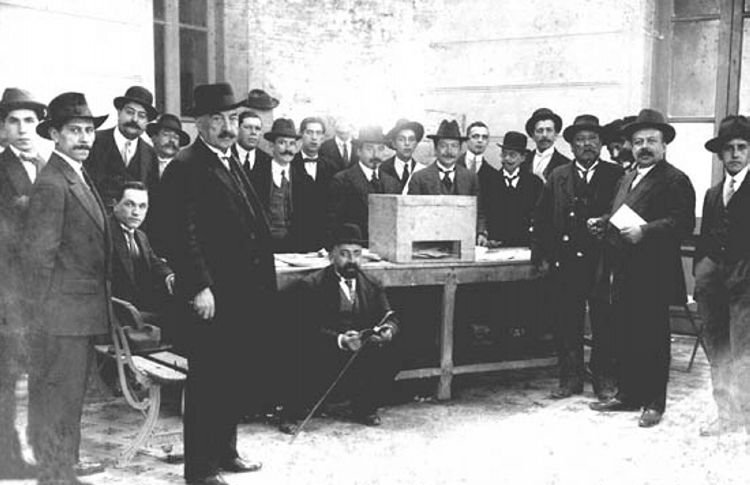
Mesa de votación durante la elección presidencial de 1915.

La historia del sufragio en Chile narra la evolución de los distintos mecanismos utilizados en el país para elegir a sus autoridades nacionales, presidente, senadores y diputados; y locales, regidores (hasta 1973), concejales, alcaldes, consejeros regionales, y finalmente intendentes o gobernadores regionales; las reglas para determinar quiénes tienen derecho a voto, y las maneras de asegurar la corrección de los procesos electorales.
En general, se puede afirmar que el sufragio en Chile, desde el Reglamento Electoral dictado por la Primera Junta Nacional de Gobierno de Chile en 1810, hasta nuestros días, ha experimentado una progresiva expansión y masificación; así como cada vez mayores garantías de corrección y libertad.
Al igual que en todo el mundo, originariamente solo los sectores más acaudalados (de la clase alta) tenían derecho a votar (sufragio censitario). Las diversas constituciones, hasta la Constitución de 1833 establecieron este voto censitario. Sin embargo, ya en 1874 se estableció el sufragio universal.

## Primeros reglamentos electorales
Las primeras elecciones en Chile fueron regidas por un Reglamento Electoral, dictado por la Primera Junta de Gobierno, el 15 de diciembre de 1810, contenido en la convocatoria al Primer Congreso Nacional. Según el profesor de sociología J. Samuel Valenzuela, de la Universidad de Notre Dame, de Estados Unidos,

"Esta Ley incluyó lo siguiente: 

Elecciones directas; la ciudadanía debía votar en una sola vuelta por los candidatos que se presentaban. 
Representación territorial; todo el país se dividía en secciones, siendo los elegidos sus voceros. 
Representación proporcional a la población; Distritos electorales plurinominales; debido a lo anterior, alguna unidades territoriales debían elegir a más de un representante.
Tenían derecho a votar los hombres libres (pues aún existía la esclavitud), sin exclusiones raciales o étnicas, que tuviesen una residencia fija en cada unidad territorial, incluso en los villorrios que no tuvieran Cabildos. 
Los hombres votantes, además, debían poseer una edad mínima de 25 años en caso de estar solteros y 21 en caso de estar casados. 
El voto era secreto y personal; cada elector debía indicar su o sus preferencias en un papel doblado puesto en una urna. 

El conteo de estos se realizaba públicamente; al terminar el plazo horario para sufragar, las preferencias debían sumarse de inmediato frente a quienes quisieran observar el proceso."

Conforme a este Reglamento, el primer Congreso Nacional, que se eligió en abril y mayo, y se instaló el 4 de julio de 1811, se compuso de un diputado por cada uno de los 25 partidos del Reino. Chillán, Talca, San Fernando y Coquimbo eligieron 2 representantes, Concepción 3, y Santiago 6. En la capital, cada elector tenía derecho a votar por 6 personas distintas. Este primer Congreso, del cual formaba parte, entre otros Bernardo O'Higgins como diputado por Los Ángeles, aprobó el primer esbozo de Constitución, el Reglamento Constitucional Provisorio de 1811, y el inicio del fin de la esclavitud, proclamando la libertad de vientres; es decir, que los hijos de esclavas serían libres.
En diciembre de 1811, tras su segundo Golpe de Estado que le permitió disolver este primer Congreso Nacional, José Miguel Carrera estableció un gobierno autocrático. Pudo así dictar el 2° Reglamento Constitucional Provisorio de 1812, el cual consagraba el denominado sistema de suscripciones. Este consistía básicamente en abrir un libro de registro que firmaban quienes adherían al o a los candidatos propuestos. 
Posteriormente, el proyecto constitucional de 1813, elaborado por el destacado jurista y senador Juan Egaña, estableció el sistema de tabletas o cédulas argolladas, que puede ser considerado como el antecedente doctrinario de la actual cédula única electoral oficial.  La tableta era básicamente un trozo de cartón perforado, al cual se les agregaba una argolla. En dichas tableta los votantes debían anotar el nombre de su candidato.
En 1818, asegurada la independencia de Chile de España con la victoria de Maipú, el director Supremo Bernardo O'Higgins dictó la Constitución de 1818, la cual volvía al sistema de suscripciones que ya había sido utilizado en 1812 durante el gobierno de Carrera. Más aún el sistema de suscripciones fue usado para ratificar la Declaración de Independencia, de febrero de 1818, y la propia Constitución.
En consecuencia, durante la patria Vieja y la Patria Nueva que se inicia con la Primera Junta Nacional de Gobierno de 1810 y que termina con el gobierno de Bernardo O'Higgins, el sistema electoral que tan bien se había iniciado, retrocedió al sistema de suscripciones, que no es propiamente un mecanismo de elecciones, sino de ratificaciones. Sólo hubo verdaderas elecciones en 1811, para el primer Congreso Nacional.
En general, en el período que va de 1811 a 1876, la mayoría estaba en situación de elegir todos los representantes de cada distrito. Normalmente los distritos eran uninominales, y en aquellos que eran plurinominales, existía el voto múltiple no acumulativo, en virtud del cual cada elector podía votar por tantos candidatos como cargos hubiera que elegir, sin poder acumular sus preferencia en uno o más candidatos.

## Evolución electoral de 1823 a 1829
Luego de la abdicación de Bernardo O'Higgins, el mando quedó en manos de Ramón Freire, como Director Supremo. Bajo su gobierno, el 5 de mayo de 1823, se dictó el primer Reglamento completo de elecciones. La gran modificación que introdujo este nuevo Reglamento Electoral fue la sustitución del antiguo sistema de votación por tabletas, por un sistema de votación pública a viva voz, lo cual facilitaba el cohecho. De hecho, por esta razón, el mismo Freire expidió un Decreto el 15 de marzo de 1823 convocando a la reunión de una Representación Nacional, en el que se establecía que los electores podían votar “en forma facultativa, verbalmente o por cédulas escritas”.
Con este nuevo sistema, se eligió el Congreso Constituyente de 1823, instalado el 12 de agosto de ese año. Es el primer cuerpo elegido de manera regular, desde 1811. Este segundo Congreso elegido, estaba compuesto de 27 diputados. Se hizo entonces una asignación de cargos análoga a la de 1811. Similar normativa, con algunas alteraciones de agosto de 1824, se usó para elegir los Congresos de 1825 y 1828. Este último, también constituyente, se compuso de unos 40 a 42 diputados.
En 1829 se eligió el primer Congreso bicameral, siguiendo las normas de la Constitución de 1828. La Cámara de Diputados, de unos 55 a 57 miembros, se eligió del mismo modo que los anteriores Congresos. El Senado, de 16 integrantes, fue elegido de entre sus miembros por el Congreso Constituyente de 1828, antes de disolverse. En 1829 también, se eligieron por primera vez, electores de Presidente de la República.

## Constitución de 1833
Con la victoria del bando conservador o pelucón en la guerra civil de 1829, se impuso un sistema político autoritario y fuertemente presidencialista, que se expresó en la Constitución de 1833. Aunque desde 1834 en adelante se sucedieron regularmente elecciones presidenciales y parlamentarias, ellas estaban marcadas por la intervención del poder ejecutivo: El Presidente de la República es el gran elector. Las elecciones casi siempre las ganaba el oficialismo, producto del 3 fuentes: 
- El poder incontrarestable del gobierno, que generalmente recomendaba candidatos, que sus agentes locales hacían elegir;
- El sistema de voto múltiple no acumulativo; y
- Los diversos mecanismos de fraude electoral.

Sin embargo, lo normal era que el gobierno patrocinara candidatos, luego de oír a las personas influyentes de cada localidad, dentro de los cuales se incluían personas no adictas al gobiernos, pero de reconocido prestigio. Aún esta intervención moderada no impedía que un cierto número minoritario de candidatos independientes o francamente opositores, llegaran a la Cámara.
La Constitución de 1833, la cual tuvo entre sus principales gestores a Manuel José Gandarillas y a Mariano Egaña, señalaba en su artículo 8.º :

Son ciudadanos activos con derecho a sufragio los chilenos que habiendo cumplido veinticinco años, si son solteros, veintiuno, si son casados,y sabiendo leer y escribir tengan alguno de los siguientes requisitos:
1. Una propiedad inmoble, o un capital invertido en alguna especie de giro o industria. El valor de la propiedad inmoble, o del capital, se fijará para cada provincia de diez en diez años por una lei especial;
2. El ejercicio de una industria o arte, el goce de algún empleo, renta o usufructo, cuyos emolumentos o productos guarden proporción con la propiedad inmoble, o capital de que se habla en el número anterior.

(ortografía original)

A la vista de las actuales ideas, el sufragio censitario es francamente no democrático, pero ello no era así en el mundo hacia 1830. La reforma electoral británica de 1832 consagró este sistema, pero rebajando los requisitos de renta, y en el fondo dando voto a la «clase media adinerada». Otro tanto ocurría en Francia, o Bélgica, que eran los únicos países europeos con elecciones más o menos genuinas por entonces. En Estados Unidos el voto era efectivamente libre, y sin más requisitos que saber leer y escribir, pero numerosos mecanismos electorales manipulaban la expresión de voluntad, como impedir registrarse a los negros que no eran esclavos o a los indios.
En 1834 se realizaron comicios para renovar íntegramente la Cámara y el Senado, conforme a la Constitución de 1833. La primera Cámara se compuso de 55 diputados, elegidos por el sistema mayoritario ya expuesto, en distritos uninominales y plurinominales, según su población. Ella se renovaba completa cada 3 años, y su número variaba según la población de cada distrito, constituidos por los Departamentos. La última Cámara de Diputados elegida por este sistema mayoritario fue la de 1873, compuesta por 90 miembros; de este modo, 13 Cámaras se eligieron a través del mismo sistema durante 39 años.
El Senado se componía de 20 miembros, elegidos por terceras partes cada 3 años, en un distrito único nacional. Cada senador duraba 9 años en el cargo. Lo más novedoso de este cuerpo era que se elegía por sufragio indirecto, al igual que el presidente, es decir, por electores especialmente designados para cada renovación. Cada departamento elegía 3 electores por cada diputado al Congreso. De esta forma, el Senado (y el presidente de la República) era elegido en todo el territorio nacional por unos 160 electores, cada uno de los cuales tenía 6 o 7 votos, según los cargos que hubiera que designar, dada la renovación por tercios del Senado, cada 3 años.
En 1834, cuando se nombraron por primera vez los 20 senadores, se eligieron 168 electores, de los cuales votaron efectivamente 143. Cada elector podía votar por 20 candidatos, y todos los candidatos apoyados por el gobierno fueron elegidos. El candidato más votado obtuvo 141 preferencias, y el menos votado recibió 118. El candidato que ocupó el lugar 21, y que no fue elegido, logró sólo 19 votos. Ello demuestra la capacidad y disciplina de la maquinaria electoral del gobierno.
Luego de los tres gobiernos pelucones consecutivos (1831-1861), vino la presidencia de transición de José Joaquín Pérez (1861-1871), cuando llegaron por primera vez al gobierno, desde 1829, los liberales. Durante los sucesivos gobiernos liberales (1871-1891) se efectuó una serie de reformas a la Constitución, con la finalidad de debilitar al Poder Ejecutivo y entregarle más facultades al Parlamento.
La primera gran reforma fue la prohibición de la reelección presidencial inmediata, en 1871. Las posteriores reformas electorales de 1874 y 1888 ampliaron el derecho a sufragio. La ley de 1874 extendió el derecho a sufragio a todos los hombres mayores de 21 años si eran casados, o 25 años si eran solteros, eliminando (a través de la presunción de derecho que establecía que quien sabía leer y escribir, tenía la renta necesaria para ser elector) el requisito de renta que había establecido la Constitución de 1833. Se mantuvo, como en todo el mundo entonces, el requisito de saber leer y escribir, y persistió la diferencia de edad entre solteros y casados. Ello amplió considerablemente el electorado, que pasó de 49 047 electores en la elección parlamentaria de 1873, a 106 194 tres años más tarde.
La reforma de 1888 consagró a nivel constitucional el sufragio universal, reemplazando el artículo 8° de la Constitución, por el siguiente:

Son ciudadanos activos con derecho de sufrajio los chilenos que hubieren cumplido veintiun años de edad, que sepan leer i escribir i estén inscritos en los rejistros electorales del departamento.
Estos registros serán públicos i durarán por el tiempo que determine la lei.
Las inscripciones serán continuas i no se suspenderán sino en el plazo que fije la lei de elecciones.
(ortografía original)

Esta reforma constitucional estableció el sufragio universal masculino, puesto que eliminó todos los requisitos censitarios, incluyendo el requisito de patrimonio y la diferencia entre electores solteros (que podían votar sólo a los 25 años) y casados (que podían votar a los 21 años). Ahora, las únicas exigencias eran saber leer y escribir, y tener más de 21 años. No obstante la importancia de esta reforma, un número importante de chilenos continuó sin poder sufragar, dado que las mujeres aún carecían de derechos políticos, y un porcentaje mayor del 50% de la población era analfabeta.

## El voto acumulativo: 1876-1925

### Primera etapa: bajo influencia presidencial
En 1874 se aprobó una de las reformas constitucionales de mayor envergadura efectuadas en Chile por el poder constituyente derivado. Entre ellas, se modificó completamente la integración del Senado y se introdujo el sistema de voto acumulativo.
En cuanto al Senado, se eliminó la elección indirecta y el distrito único nacional, y se rebajó el período de los senadores de 9 a 6 años. Así, cada provincia elegía ahora directamente un senador por cada 3 diputados y fracción de 2. La Cámara Alta se renovaría parcialmente cada 3 años. Cada provincia, salvo las que tuvieran un senador, elegía cada 3 años a parte de sus representantes en el Senado. Sin embargo, se mantuvo el sistema mayoritario ya expuesto, tanto para electores de presidente como para senadores. 
Para la Cámara de Diputados se dispuso que cada elector "...podía aplicar en favor de un candidato un número de votos igual al de candidatos que corresponde elegir o de distribuir este número de votos como le plazca en favor de 1 o más personas". O sea, podía acumular en uno o más candidatos todos sus votos, o distribuirlos todos.
Dicho sistema acumulativo se implantó en las elecciones de diputados desde 1874, y en todas las elecciones, o sea, también en las de senadores, regidores y electores de presidente de la República, desde 1890 hasta que se dictó la Constitución de 1925. Con este sistema, en opinión del profesor Silva Bascuñán, "(...) el proceso electoral se convierte en una adivinación de factores imponderables e imposibles de prever con exactitud y su mayor eficacia se encuentra en la perfección de la máquina electoral y de la disciplina partidista".
Al inicio de este período la Cámara de Diputados se componía de 108 miembros, y el Senado de 37. Al producirse la guerra civil de 1891, el Congreso elegido en 1888 se componía de 123 diputados y 46 senadores. En 1924 se realizaron las últimas elecciones con este sistema, de acuerdo a una redistribución efectuada en 1918. Entonces el Congreso constaba de 118 diputados y 37 senadores.
Una reforma que puede estimarse crucial fue la de la Ley de Elecciones del 20 de agosto de 1890, que estableció 2 grandes novedades: El «pupitre aislado», que no es otra cosa que una verdadera cámara secreta de voto, y un sobre oficial, dentro del cual el elector debía poner la papeleta de su voto, y luego depositar personalmente el sobre cerrado en la urna respectiva. Con ello, el secreto del voto llegó a ser muy difícil de violar.
Cuando el presidente José Manuel Balmaceda se enfrentó a la necesidad de renovar las Cámaras, en marzo de 1891, ya en plena guerra civil, y con las provincias del norte en manos del Congreso sublevado, uno de los cambios electorales que hizo fue eliminar el pupitre aislado, estableciendo así un voto público.

### Segunda etapa: bajo influencia de los partidos
Después de 1891, las elecciones parlamentarias se sucedieron con perfecta regularidad cada 3 años. Las de senadores, si bien utilizaban el voto acumulativo, tenían una fuerte tendencia mayoritaria, pues muchas provincias elegían un solo senador, ya sea por su baja población, o por el sistema de renovación parcial. Las elecciones de diputados, en cambio, permitían a las minorías obtener representación con mayor facilidad, a condición de conocer cabalmente su potencial electoral, y mantenerlo disciplinado; algo similar ocurría con las elecciones de regidores. En las elecciones de electores de presidente, debido al número relativamente alto de cargos en la mayor parte de las circunscripciones, reflejaban con cierta fidelidad las preferencias del electorado.
El sistema electoral daba una cabida más o menos amplia al fraude y el cohecho. La antigua intervención electoral del presidente, fue sustituida por la de los partidos. El sufragio universal instaurado en 1874, fomentaba en los candidatos la compra de votos a gran escala. En consecuencia, para aspirar a cargos electivos, había que disponer para las campañas, de verdaderas fortunas.
El profesor J. Samuel Valenzuela sostiene que es discutible la influencia del cohecho y de los fraudes electorales, en el resultado global de las elecciones, pues las maniobras de un bando se compensaban con las de los otros, en la misma localidad o en otra parte del país; pues todos los partidos, excepto el Demócrata, formado por artesanos y trabajadores independientes en 1887, recurrían a estas prácticas, y que no existen indicios ciertos que ellas influyeran en el resultado final.
Las maniobras de fraude electoral son muy variadas, por ejemplo:
- Se permite la inscripción en los registros electorales sólo de los correligionarios o conocidos, y se dificulta la de aquellos que se presumen del bando contrario. Esto se vio favorecido por el hecho que las inscripciones se hacían durante 10 días cada año, y estaban a cargo (desde 1890) de los Alcaldes. Ello se hizo para quitar el control de las inscripciones al Gobierno, pero el efecto fue crear verdaderas máquinas electorales, al servicio de los caciques municipales;
- Se falsifican las actas de resultados electorales de una mesa;
- Se impide a electores que se suponen adversarios, llegar a los lugares de votación;
- Se hace votar a una persona, suplantando a otra;
- Se hace votar a una persona, en lugar de un muerto;
- Se introducen votos robados en las urnas, antes del recuento;
- Se hace concurrir a la mesa de votación, de una vez, un gran número de partidarios de una candidatura, y se demoran allí el tiempo necesario para impedir a los demás electores votar. Los ejemplos son casi infinitos.

Los casos de cohecho son menos variados, y consisten en dar a una persona dinero u otros bienes, a cambio que vaya al lugar de votación con una papeleta de voto ya hecha, la ponga dentro del sobre, y la deposite en la urna respectiva. Pero gracias al «pupitre aislado» o cámara secreta, se dificulta mucho controlar que el elector deposite efectivamente en el sobre, la papeleta que se le entregó previamente marcada; es decir, se hace muy difícil, pero no imposible, saber en qué sentido votó una persona.
Aunque hoy no lo entendamos así, para los electores y políticos de comienzos del siglo XX, el cohecho y «la gratificación» eran 2 cosas completamente distintas. El cohecho es la compra lisa y llana del voto a un elector, con el cual no existe mayor conocimiento. La gratificación, en cambio, es la retribución en dinero, pero más generalmente en alcohol u otra especie, a un elector que se conoce y se sabe en general por qué partido vota, y que de todas formas habría votado por aquel que le retribuye. Son formas típicas y generalizadas de gratificación los regalos, los asados y las fiestas que el patrón da a su clientela.
La época parlamentaria conoció cuatro tipos de elecciones populares diferentes: las de electores de presidente, las de senadores, las de diputados y las municipales. En todas se utilizó el voto acumulativo y nunca coincidieron el mismo día 2 de ellas, salvo las parlamentarias. Las presidenciales, que fueron notablemente reñidas, se daban entre 2 bloques, la Alianza Liberal, y la Coalición, integrada por el Partido Conservador.
Aproximadamente a partir de 1915 las elecciones comenzaron a reflejar mejor la evolución política del electorado. La Ley 2.883, de 1914, quitó la administración electoral a los municipios, y la entregó a juntas de mayores contribuyentes. Se renovaron todas las inscripciones y se ordenó renovarlas cada 9 años. Con ello disminuyó el poder de las máquinas electorales de los regidores y otros caciques; aunque si los mayores contribuyentes en una comuna eran mayoritariamente de un bando, sus posibilidades de hacer o permitir fraudes seguían siendo enormes. Pero el cohecho quedó entonces como la gran vía para influir en los electores que estuviesen dispuestos a vender su voto. Este vicio, común en la época en gran parte del mundo, sólo va a ser extirpado de la vida política chilena en el siguiente período.

## Constitución de 1925
La Constitución de 1925 reguló las bases de un nuevo sistema electoral completamente diferente del vigente hasta entonces. Las diferencias fueron:

"1) Separación electoral entre Poder Ejecutivo y Poder Legislativo;

2) Las elecciones serían controladas por un organismo central administrativo y calificadas por un tribunal de derecho; 
3) El Presidente de la República sería elegido por votación popular directa; y 
4) El Parlamento sería elegido por un sistema de elección plurinominal proporcional.
 
Estas cuatro diferencias (...) hacían que esta Constitución, desde el punto de vista electoral, fuera una verdadera revolución en la historia constitucional de Chile."

En marzo de 1925 se creó un registro electoral con inscripciones permanentes, eliminándose los anteriores. Con este nuevo padrón se llevó a cabo el plebiscito de agosto, que aprobó la Constitución, y las elecciones presidenciales y parlamentarias siguientes. El 19 de septiembre, a través de los Decretos Leyes 542 y 543, se dictó la Ley General de Elecciones que estableció el mecanismo de distribución de escaños con el sistema d'Hondt, y se fijaron las circunscripciones electorales para la Cámara de Diputados. Estos cuerpos legales fueron la base del sistema electoral que perduró en sus rasgos básicos hasta 1973.
Las reformas políticas de 1925 buscaron quitar el control de las elecciones a los partidos políticos y las municipalidades, y radicarlo en un servicio administrativo dedicado exclusivamente a esta labor; y en un Tribunal independiente. El artículo 79 de la Constitución estableció el Tribunal Calificador de Elecciones, compuesto de 5 miembros, con mayoría de jueces de carrera (2 ministros de la Corte Suprema y 1 de la Corte de Apelaciones de Santiago, elegidos por sorteo), y 2 expresidentes del Senado o la Cámara, que no fueran parlamentarios en ejercicio o candidatos en la elección que debían calificar, también elegidos por sorteo. Con ello se acabó con las calificaciones que hacían las propias cámaras de sus miembros, sistema que se prestó a abusos incontables.
Ese mismo año de 1925, el Decreto Ley 343 creó el Conservador del Registro Electoral como órgano encargado del registro de los ciudadanos electores y de la celebración de las elecciones; en 1931, por el Decreto con Fuerza de Ley 82, se convirtió en la Dirección del Registro Electoral. Este organismo es la base del actual Servicio Electoral.
Según la Constitución de 1925, el Congreso Nacional se componía de una Cámara de Diputados y de un Senado. La primera tenía un número variable de miembros, que fluctuó entre 132 y 150, elegidos todos cada 4 años. El Senado tenía un número fijo de integrantes, que hasta 1969 fue de 45, y después de 50, elegidos por mitades cada 4 años, y que duraban en el cargo 8 años cada uno.
El elemento territorial del sistema electoral inaugurado en 1925 fue uno de los que menos variaciones sufrió a lo largo de este período. En lo relativo al Senado, se utilizó un mecanismo de circunscripciones electorales pentanominales, parejas. Esto es, cada circunscripción para la Cámara Alta, llamadas Agrupaciones Provinciales, elegía el mismo número de cargos: 5 senadores. Originalmente, el artículo 40 de la Carta estableció que las agrupaciones serían 9. La Ley 16.672, de 2 de octubre de 1967, aumentó a 10 las circunscripciones senatoriales. En consecuencia, entre 1925 y 1969, el Senado se compuso de 45 miembros, y entre 1969 y 1973, de 50 escaños. Los senadores de cada agrupación se renovaban alternadamente cada 4 años, de modo que el Senado tenía un cambio paulatino de su composición política.
En lo relativo a la Cámara de Diputados, la situación fue un poco más variable. El artículo 37 de la Constitución acogía como circunscripción básica el Departamento, o las agrupaciones de Departamentos colindantes dentro de la misma Provincia. Además, la Carta fijaba un criterio poblacional para distribuir el número de cargos entre los diferentes distritos, consistente en un diputado por cada 30 000 habitantes, y fracción que no bajara de 15 000. Para las elecciones de 1925, se constituyeron 25 distritos electorales, que elegían un total de 132 diputados, en conformidad al censo de 1920. Sucesivas reformas subieron el número de cargos de esta corporación, a 143 en 1932, 147 en 1941, y 150 en 1969. Sin embargo, después del censo de 1930, ningún otro fue aprobado oficialmente, con lo cual no se realizó la completa adaptación del número de diputados al mandato constitucional.
Así por ejemplo, Alejandro Silva Bascuñán estimaba, en base al censo de 1960, que el número de diputados debía ser de aproximadamente 248 para las elecciones de 1961.
El elemento personal, esto es, las reglas para la presentación de las candidaturas y pactos entre los partidos políticos, fue el que tuvo mayores y más trascendentales cambios durante esta época, sobre todo respecto de los pactos electorales. Desde la dictación de los primeros Decretos Leyes que dieron origen a este sistema electoral en 1925, se permitieron los pactos entre los partidos políticos, de modo indistinto a nivel local y nacional. En junio de 1958 se reformó esto último, prohibiéndose los pactos locales. Antes que dicha norma se aplicara, en 1961 se prohibieron todos los pactos —solo en las elecciones parlamentarias de 1961 se permitieron los pactos para las elecciones de senadores—, de tal suerte que en las elecciones de 1961, 1965 y 1969 no existieron pactos electorales de ningún tipo. De esta manera, si entre 1932 y 1957 en la Cámara de Diputados habían estado representados un promedio de 14,57 partidos por legislatura, en 1961 y 1965 sólo estuvieron 7, y en 1969 lo lograron apenas 5 partidos.
La Ley de reforma constitucional 17.398, llamada Estatuto de Garantías Democráticas, introdujo en 1971 una nueva reglamentación de los partidos políticos que les dio la «...libertad para darse la organización interna que estimen conveniente (...) y, en general, para desarrollar sus actividades propias». Interpretando esta norma, un dictamen del Tribunal Calificador de Elecciones, emitido el 6 de junio de 1972, permitió nuevamente los pactos electorales entre los partidos mediante la fórmula de «federaciones» y «confederaciones». Así, para las elecciones parlamentarias de 1973 todos ellos se presentaron agrupados en 2 partidos, uno confederado (CODE, de oposición, formado por 2 federaciones de partidos: FOD y FNDR) y otro federado (UP, oficialista). Como consecuencia, en la última Cámara de Diputados de la República bajo el mandato de la Constitución de 1925, obtuvieron escaños 10 partidos.
El elemento matemático (llamado «método de escrutinio», o también «sistema electoral» en sentido estricto), en cambio, no sufrió variación alguna durante este período. Los cargos de todas las elecciones de senadores, diputados, y regidores, se asignaban según el sistema D'Hondt. El artículo 25 de la Constitución de 1925, para las elecciones parlamentarias, exigió emplear «...un procedimiento que dé por resultado en la práctica una efectiva proporcionalidad en la representación de las opiniones y de los partidos políticos».
Este mecanismo matemático, unido al tamaño variable de las circunscripciones, provocaba un claro efecto constitutivo de mayorías en las circunscripciones pequeñas. En las grandes, como Santiago I, Valparaíso y Concepción (que elegían 18, 12 y 9 diputados respectivamente), la conversión de votos en escaños producía resultados bastante proporcionales, pero como la mayoría de los diputados se elegían en los distritos pequeños, la distorsión mencionada se comunicaba a la totalidad de la Cámara.

## Sufragio femenino

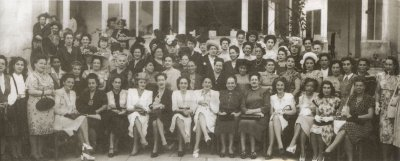
Militantes del Partido Femenino. En el centro de la foto, María de la Cruz Toledo, primera mujer senadora de Chile.

En su segundo gobierno (de 1932 a 1938), Arturo Alessandri consiguió estabilizar la democracia, que había sufrido muchas alteraciones desde que él mismo había dejado la presidencia en 1925. Los partidos tradicionales se reorganizaron y unificaron, y se crearon los nuevos partidos de izquierda, como el Comunista y el Socialista. 
Recogiendo una evolución mundial, las mujeres comenzaron a exigir la igualdad jurídica y política respecto de los hombres. Hasta este momento las mujeres no tenían ningún derecho político.  En las décadas de 1930 y 1940 surgió una serie de organizaciones feministas que exigían el derecho a participar en los procesos electorales del país.
En la segunda administración de Alessandri se publicó en 1934, la Ley 5.357, que introdujo el siguiente artículo 19 a la Ley de Elecciones:

Tienen derecho a inscribirse en el Registro Municipal:
1. Las mujeres de nacionalidad chilena, mayores de 21 años, que sepan leer y escribir y residan en la comuna correspondiente; y
2. Los extranjeros, varones y mujeres mayores de 21 años, con más de cinco años consecutivos de residencia en el país, que sepan leer y escribir y que residan en la comuna correspondiente.

Esta reforma entregó a las mujeres el derecho a votar en las elecciones municipales, lo cual si bien fue un gran avance, no contentó a los movimientos feministas. 
Para las elecciones municipales de 1935 se inscribieron 76 049 mujeres, que representaban el 20% del total de electores. Dicha cifra disminuyó en las siguientes elecciones de regidores en 1938, 1941, 1944 y 1947, pero la abstención de mujeres en estas elecciones subió notablemente, del 13% en las de 1935 al 39,5% en las de 1944, con un promedio de 25,4% en ese período, frente a una media de 21,6% de abstención masculina.
En 1946 se creó el Partido Femenino de Chile, el cual tuvo entre sus principales demandas el derecho a sufragar para las mujeres en las elecciones presidenciales y parlamentarias. Este partido político, al igual que la mayor parte de los movimientos feministas, estuvo conformado en su mayoría por mujeres pertenecientes a los sectores medios y acomodados. Entre sus líderes destacó María de la Cruz Toledo.
Durante el gobierno de Gabriel González Videla, se concretó la gran aspiración cívica de los movimientos feministas: el derecho a voto en todas las elecciones —presidenciales, parlamentarias y municipales—. La Ley 9292, del 8 de enero de 1949, permitió la inscripción de mujeres en los registros electorales y así pudieron concurrir a las urnas con plena igualdad respecto de los hombres, por primera vez, en la elección presidencial de 1952, cuando se impuso Carlos Ibáñez del Campo. La primera elección parlamentaria complementaria en que pudieron votar las mujeres fue la ocurrida en la 5.ª Agrupación Provincial (O'Higgins y Colchagua) el 26 de junio de 1949, cuando se eligió un senador.
Entre 1952 y 1970, la participación femenina en el padrón electoral del país, subió del 29,7% al 47%, es decir, en menos de 20 años se logró la casi completa igualdad en el número de electores masculinos y femeninos. La abstención de la mujer en las 4 elecciones presidenciales de este periodo fue algo menor que la de los hombres: una media de 13,7% frente al 15,5% de los varones.
A su vez, el sentido del voto femenino en este período fue en general más conservador que el masculino. Los candidatos de derecha obtuvieron un porcentaje de votos femeninos mayor que el obtenido por esos mismos candidatos en el electorado masculino. Por ejemplo, en 1958 Jorge Alessandri obtuvo un 31,2% del total nacional, frente a un 28,5% de Salvador Allende; pero entre las mujeres, Alessandri consiguió un 33,8%, contra un 22,2% de Allende. En 1964, Eduardo Frei Montalva fue preferido por un 55,7% a nivel general, ante un 38,7% del mismo Allende, pero en votos femeninos, Frei se alzó con un 62,8% frente a un 31,9% de Salvador Allende.

## Cédula única de 1958
En el segundo gobierno de Carlos Ibáñez del Campo se aprobó una importante ley que vendría a sanear un problema que la democracia chilena arrastraba desde fines del siglo XIX: el cohecho. En 1958 fue promulgada la ley 12.891 que consagraba la cédula única de votación y que estableció: 

Artículo 21. El elector votará con una cédula confeccionada por la Dirección del Registro Electoral del ancho y largo que fije esta repartición para cada elección, de acuerdo con el número de listas y candidatos presentados, impresa en forma claramente legible y en papel no transparente que llevará el sello con marca de agua indeleble de dicha Dirección y con la indicación material de sus pliegues. (...)  En el borde lateral superior derecho de la cédula habrá un talón perforado en su unión con el resto del documento. Este talón llevará la indicación de serie y numeración correlativas.

Antes de esta Ley, cada partido confeccionaba su propia papeleta de voto, y se ocupaba que en cada cámara secreta hubiera siempre disponibles sus votos para que el elector la tomara, marcara su preferencia, la pusiera dentro del sobre oficial, y depositara el sobre en la urna electoral. Todo según las normas que venían de 1890, y que en su época habían sido un gran avance. Sin embargo, el sistema permitía que el elector que estaba dispuesto a vender su voto, pudiera dar a conocer su preferencia (de manera más o menos cierta), al comando que le iba a pagar.
Entre los elementos de seguridad de la cédula única está el talón numerado, que aún se utiliza en las elecciones chilenas. Se busca asegurar que el elector use la misma papeleta que se le entrega, y no otra proporcionada por un partido. Un vocal de la mesa receptora, al entregar el voto, anota el número del talón junto al nombre del elector y se lo entrega al votante; este ingresa a la cámara secreta y sólo puede votar con el voto, o papeleta, cuyo número de talón se le entregó. Luego sale de la cámara secreta y entrega a la mesa su voto sellado (con la parte engomada entonces, hoy con el autoadhesivo que se entrega junto al voto), en la mesa se verifica que el voto es el mismo a través del número de talón, se corta este número y se devuelve al elector su sufragio para que él lo deposite en la urna. Sin este número del talón, el elector podría llegar a la cámara secreta con un voto entregado por una candidatura, y votar con ese, para luego cobrar su pago con el voto que le dieron en la mesa.

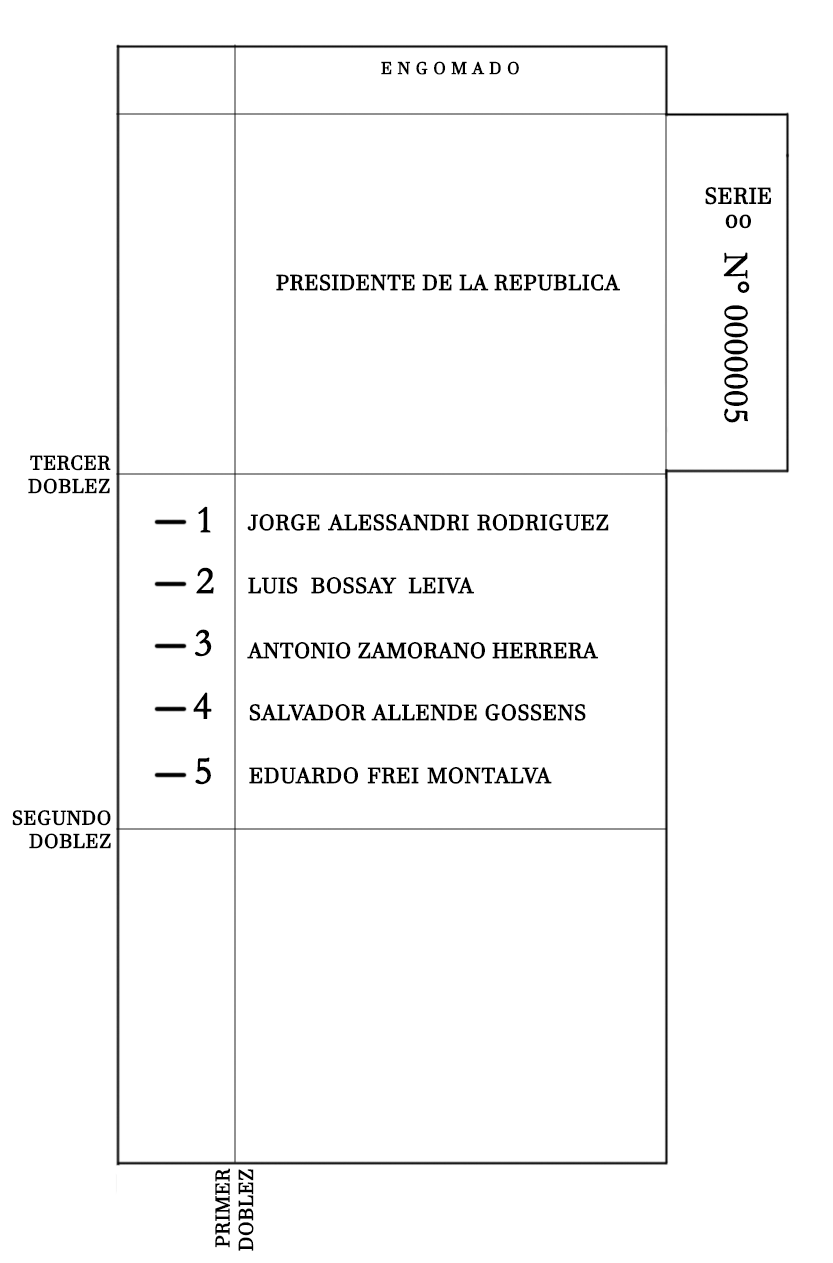
Facsímil de la cédula de votación utilizada en la elección presidencial de 1958.

Con esta nueva Ley se avanzó rápidamente en la corrección de las elecciones, sobre todo en los sectores rurales, pues antes de ella, existía en las grandes haciendas la compra del voto entre de los latifundistas y sus trabajadores e inquilinos. El sistema anterior se prestaba también para que el elector fuera presionado de múltiples maneras para votar en un sentido u otro, ya sea por su familia, sus empleadores, su sindicato, y en general cualquier otro grupo de presión. Desde 1958 el voto es genuinamente secreto, y por ello, libre.
La primera modificación a los artículos de la Ley 12.891 referentes al sistema de cédula única se dio el 19 de agosto de 1958, pocos días antes de la elección presidencial, en la que se estableció la obligatoriedad de que la cédula tuviera tres dobleces: uno vertical entre el número y el nombre de los candidatos, y dos horizontales. Esta reforma surgió producto de una controversia originada luego que el 28 de julio la Dirección del Registro Electoral señaló que se aplicaría un tercer doblez de forma vertical en la cédula, lo cual fue desestimado por el Tribunal Calificador de Elecciones el 4 de agosto, señalando que con ello se dificultaba el pegado del extremo engomado que cerraría la papeleta de votación.

## Voto de los ciegos
La Ley 17.202, publicada el 29 de septiembre de 1969, durante el gobierno de Eduardo Frei Montalva, estableció una importante reforma: concedió el derecho al voto a personas no videntes. El artículo 1° letra a), decía:

Para facilitar la emisión del sufragio de los electores no videntes, la Dirección del Registro Electoral hará confeccionar plantillas facsímiles de la cédula electoral, con las características materiales que se determinen en el Reglamento, el que deberá ser dictado antes del 31 de diciembre de 1969. Estas plantillas llevarán junto a cada nombre una ranura en forma de que, sobreponiendo la plantilla a la cédula, se pueda marcar a través de la ranura la preferencia que se desee. Estas plantillas serán entregadas por la Dirección a las Oficinas de Informaciones, al momento en que ellas se constituyan, debiendo éstas ponerlas en el día de la elección a disposición de los Presidentes de Mesas receptoras de sufragios que las requieran.

Las plantillas serán de un material que no se marque, en un uso normal, con el lápiz empleado por el elector.

## Voto de los analfabetos

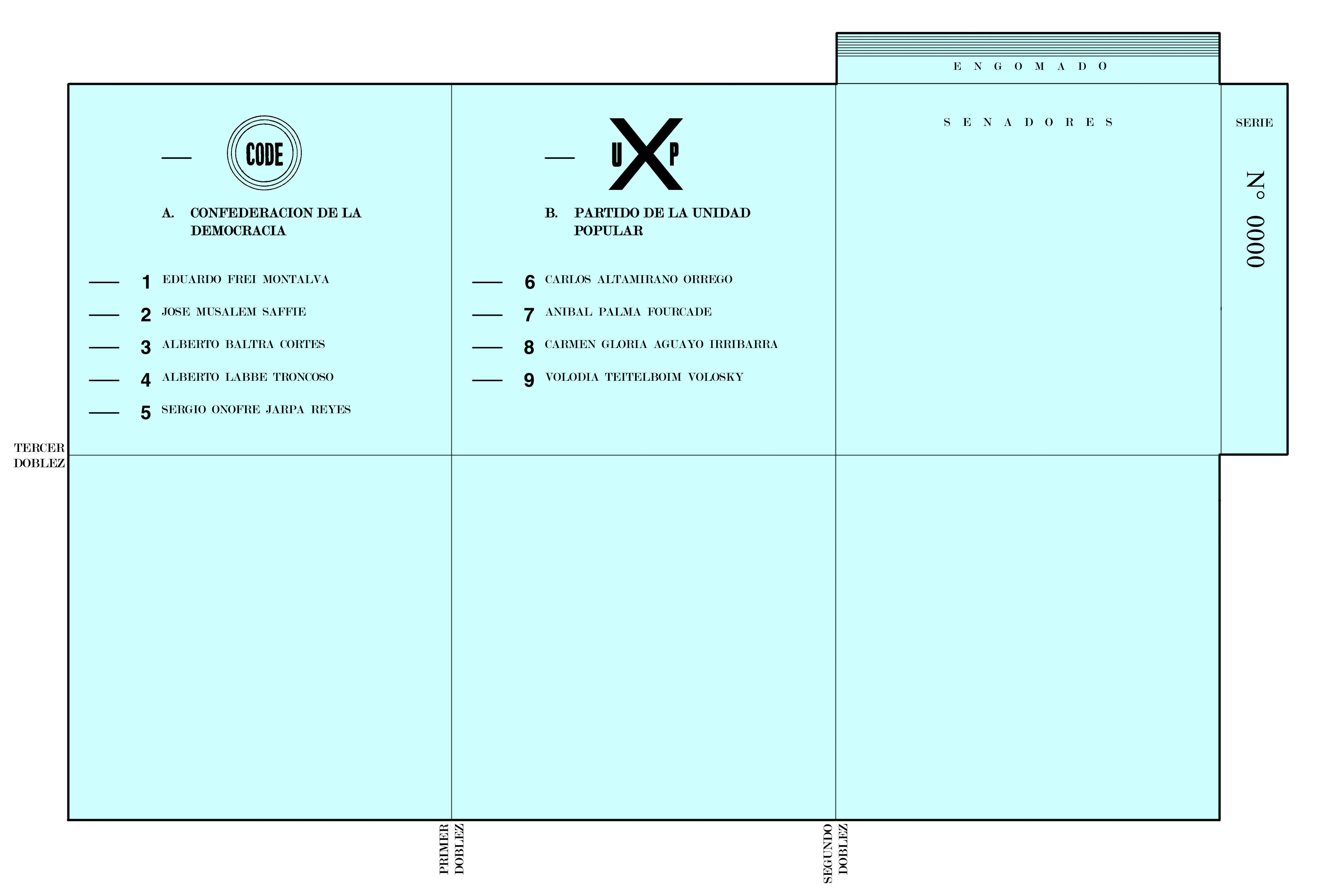
Voto utilizado en la elección de senadores por Santiago en 1973. Nótese la raya ubicada a la izquierda de cada símbolo para permitir el «voto de lista».

Otro paso importante para el avance de la democracia en Chile fue la Ley de reforma Constitucional, 17.284, de 23 de enero de 1970, que dio derecho a voto a las personas analfabetas y además redujo la edad necesaria para tener derecho a sufragio, de 21 a 18 años. Luego, la Constitución reformada fue regulada por la Ley 17.626, publicada el 24 de febrero de 1972, durante la presidencia de Salvador Allende. Se estimaba que la población analfabeta en aquel entonces bordeaba el 11.7% de la población total del país.
Entre las modificaciones que se contemplaba estaba la inclusión en la cédula de votación de un símbolo representativo de cada partido o lista participante en la elección, y la fotografía de cada candidato en el caso de los comicios presidenciales; esta última disposición nunca llegó a aplicarse debido al golpe de Estado de 1973. También se restituyó el voto de lista en las elecciones pluripersonales, añadiendo una raya al lado izquierdo del símbolo de cada lista para que el votante pudiera entregar su preferencia a la lista sin marcar a ningún candidato en particular.
La primera vez que las personas analfabetas pudieron sufragar a nivel nacional fue en las elecciones parlamentarias de marzo de 1973, las cuales se desarrollaron en un tenso ambiente de polarización social y política; la primera elección subnacional en que pudieron participar fue la elección complementaria en la provincia de Coquimbo en julio de 1972. Sin embargo, las personas analfabetas tuvieron que esperar, producto del golpe de Estado realizado el 11 de septiembre de 1973, hasta 1989 para poder votar por primera vez en elecciones presidenciales.
La ley 17626 introdujo modificaciones a la Ley General sobre Inscripciones Electorales, las cuales señalaban lo siguiente:

1. Intercálase en el inciso primero del artículo 15, después de "número de orden", reemplazando el signo punto y coma (;) por una coma (,) la frase "o constancia de la calidad de analfabeto efectuada por la Junta Inscriptora", frase que llevará a su término el signo punto y coma (;).
2. Agrégase en el artículo 22, el siguiente inciso segundo:"Sin embargo, las inscripciones de los ciudadanos analfabetos se perfeccionan por la sola constancia de tal hecho que deje la Junta Inscriptora en la columna destinada a la firma del ciudadano. La Dirección del Registro Electoral determinará la forma de dicha constancia.".
3. Sustitúyese en el inciso primero del artículo 23 el guarismo "21" por "18" y elimínase la frase "y sepan leer y escribir".
4. Intercálase en el inciso primero del artículo 27, después de la frase "mano izquierda," la frase "Si fueren analfabetos, la Junta Inscriptora dejará constancia de este hecho en el espacio destinado para la firma.".
5. Intercálase en el inciso primero del artículo 36, antes de las palabras "La cancelación podrá...", la siguiente frase: "En caso que el ciudadano sea analfabeto, se estampará su impresión digital en el lugar destinado a la firma."

## Sufragio durante la dictadura militar (1973-1990)
Luego de que sectores de oposición al gobierno de la Unidad Popular acusaran un fraude en las elecciones parlamentarias de marzo de 1973, los registros electorales existentes hasta el golpe de Estado del 11 de septiembre de 1973 fueron caducados mediante un decreto de la Junta Militar emitido el 13 de noviembre del mismo año y que autorizaba a la Dirección del Registro Electoral para inutilizar dichos archivos, lo que resultó en su destrucción en julio de 1974. La Organización de Estados Americanos (OEA) manifestó una opinión negativa respecto de dicha destrucción mediante un informe entregado en octubre de 1974:

Como, de acuerdo con el crecimiento vegetativo, el Registro Cívico de Chile debería llegar en 1970 a los cinco millones de inscritos, el número de las inscripciones fraudulentas –aún calculadas por dicho método conjetural—no excedería del cinco por ciento del total de las inscripciones.
No es concebible que a esta altura de los tiempos, con los medios técnicos de que se dispone, entre depurar un Registro Cívico en el cual se detecta un cinco por ciento de inscripciones fraudulentas, y destruirlo de raíz, se opte por esta segunda solución
Informe de la Organización de Estados Americanos (25 de octubre de 1974)

La destrucción de los registros electorales en 1974 provocó que tanto la Consulta Nacional de 1978 como el plebiscito sobre la nueva Constitución Política de 1980 se realizaran sin control sobre los votantes y solo se exigiera la cédula de identidad para poder sufragar, existiendo mecanismos paralelos para intentar evitar la duplicidad de votos:
- Para la consulta nacional de 1978 el único control era el corte de la esquina superior derecha de la cédula de identidad y la adición de un sello adhesivo impreso por la Casa de Moneda de Chile. Al no existir registros electorales para determinar mesas de votación, se estableció que estas estarían distribuidas por letras, por lo que cada votante debía acudir a la mesa que le correspondiera de acuerdo a la letra inicial de su apellido paterno.[53]
- Para el plebiscito constitucional de 1980 los votantes podían acudir a cualquier mesa de votación y al momento de emitir el sufragio un integrante de la mesa receptora de sufragios le pegaba un sello adhesivo a la cédula de identidad y se entintaba el dedo pulgar derecho del votante.[54]

Ya bajo el mandato de la Constitución de 1980, el 1 de octubre de 1986 entró en vigencia la Ley 18.556 que creó el Servicio Electoral de Chile. Esto generó que el 25 de febrero de 1987 se reabrieran los registros electorales, por lo que nuevamente los chilenos debían inscribirse en las Juntas Inscriptoras para poder participar de las votaciones; el primer ciudadano en hacerlo fue el entonces dictador Augusto Pinochet.

## Inscripción automática, voto voluntario y regreso al voto obligatorio
Tras la elección presidencial de 2009-2010, cuando resultó como ganador Sebastián Piñera Echenique, los diversos partidos políticos comenzaron a discutir distintas ideas para fomentar la participación electoral de los más de cuatro millones de chilenos que, cumpliendo con los requisitos para sufragar, no se habían inscrito en los registros electorales. La baja participación de los chilenos en la vida política —especialmente de los sectores más jóvenes de la población— fue la motivación que impulsó al gobierno de Sebastián Piñera a cambiar el entonces sistema de inscripción voluntaria y voto obligatorio, por el sistema de inscripción automática y voto voluntario.
La ley 20568 que modificó la ley Orgánica Constitucional sobre sistema de inscripciones electorales y Servicio Electoral, publicada el 31 de enero de 2012, permitió la ampliación del universo de votantes en algo más de 4.500.000 de nuevos electores.
Con la ley 20568 fueron inscritos automáticamente en el Registro Electoral todos aquellos ciudadanos chilenos mayores de 18 años que no habían sido condenados a pena aflictiva (tres años y un día o más de privación de libertad), y los extranjeros avecindados en Chile por más de cinco años que no hayan sido condenados a pena aflictiva. Esta ley no obligaba a las personas a sufragar en las elecciones populares, por lo cual quienes decidían no votar quedaban exentos de ser multados.
Este nuevo sistema de inscripción automática y voto voluntario debutó en las elecciones municipales del 28 de octubre de 2012. Aquellas elecciones se caracterizaron por la alta abstención, o bajos niveles de participación: Los votantes efectivos apenas bordearon el 40 % del universo electoral; es decir, tan solo 5 495 929 personas sufragaron (casi un millón y medio menos que en las municipales de 2008, en las cuales estaba en vigencia el sistema de inscripción voluntaria y voto obligatorio).
En las elecciones presidenciales de 2013, nuevamente la abstención electoral acaparó el centro de las miradas. En aquella ocasión sufragaron unos 5 672 356 chilenos de un total de 13 573 000 inscritos en los registros electorales; esto significa que el 58,21 % de los electores no votó.
El sistema de voto voluntario e inscripción automática fue duramente criticado por diversos sectores políticos y debido a esto, se discutió ampliamente la posibilidad de volver al voto obligatorio, pero con inscripción automática.
Todos los procesos electorales realizados entre octubre de 2012 y diciembre de 2021 se llevaron a cabo con sufragio voluntario; ello incluye las elecciones parlamentarias y presidenciales de 2013, 2017 y 2021, así como las elecciones municipales y regionales. El plebiscito nacional de 2020 y las elecciones para la Convención Constitucional de mayo de 2021 también se efectuaron con voto voluntario; sumado a lo anterior, estas últimas 2 elecciones se realizaron durante la pandemia de COVID-19.
Sin embargo, excepcionalmente, Ley de reforma constitucional 21200, de 24 de diciembre de 2019, que abrió paso al proceso constituyente desarrollado entre 2020 y 2022, dispuso en el nuevo artículo 142 de la Constitución, incisos primero y segundo: "Comunicada al Presidente de la República la propuesta de texto constitucional aprobada por la Convención, éste deberá convocar dentro de los tres días siguientes a dicha comunicación, mediante decreto supremo exento, a un plebiscito nacional constitucional para que la ciudadanía apruebe o rechace la propuesta. El sufragio en este plebiscito será obligatorio para quienes tengan domicilio electoral en Chile." Ello hizo que la participación electoral en el plebiscito del 4 de septiembre de 2022 llegara al 85,86% de los inscritos, con un total de votantes superior a los 13 millones de electores, según datos del Servicio Electoral de Chile.
La ley de reforma constitucional 21524, publicada el 4 de enero de 2023, restableció el voto obligatorio. Actualmente, el artículo 15 de la Constitución dice: "En las votaciones populares, el sufragio será personal, igualitario y secreto. El sufragio será obligatorio para los electores en todas las elecciones y plebiscitos, salvo en las elecciones primarias. Una ley orgánica constitucional fijará las multas o sanciones que se aplicarán por el incumplimiento de este deber, los electores que estarán exentos de ellas y el procedimiento para su determinación". A junio de 2023 aún no se ha dictado la Ley que fije las multas por no votar, ni los electores exentos de esta sanción.
Dado lo anterior, la Ley de reforma constitucional 21533, publicada el 17 de enero de 2023, que inició un segundo proceso constituyente, debió establecer en el nuevo artículo 160 de la Constitución: "El sufragio tanto en la elección de miembros del Consejo Constitucional como en el plebiscito señalado en el artículo anterior será obligatorio para quienes tengan domicilio electoral en Chile." Las elecciones para el Consejo Constitucional, de 50 miembros, tuvieron lugar el 7 de mayo de 2023, y el plebiscito para aprobar o rechazar el nuevo texto constitucional se realizó el 17 de diciembre de 2023.

## Voto de chilenos en el extranjero

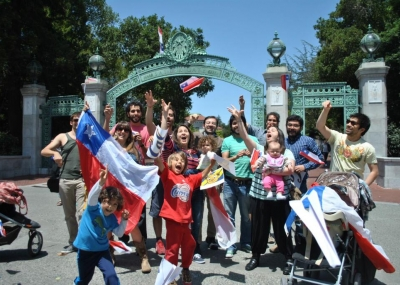
Comunidad chilena exige derecho a voto en elecciones nacionales.

El primer proyecto de ley destinado a permitir el voto de los chilenos residentes en el extranjero fue presentado el 10 de mayo de 1966, y en él se contemplaba la instalación de mesas receptoras de sufragios en las embajadas y consulados de Chile, así como también se permitía el voto a bordo de barcos y aviones siempre que hubiera más de 7 ciudadanos chilenos en su interior, y las cédulas serían posteriormente llevadas a la embajada o consulado chileno más cercano. El proyecto buscaba permitir el voto para las elecciones presidenciales y parlamentarias; en el caso de estas últimas, quienes estuvieran a bordo de un barco podrían votar solo por los candidatos de la 6ª Agrupación Electoral de Valparaíso y Quillota, mientras que quienes abordaran un avión podrían hacerlo solo por candidatos de la 7ª Agrupación Electoral Departamental del Primer Distrito de Santiago. Dicho proyecto fue finalmente archivado.
El 3 de mayo de 2014 se publicó la Ley de reforma Constitucional N° 20.748, la cual reguló el ejercicio del sufragio de los ciudadanos chilenos que residan en el extranjero. Esta reforma tuvo su origen en la moción presentada por las entonces senadoras Isabel Allende Bussi y Soledad Alvear, y los senadores Alberto Espina, Hernán Larraín Fernández y Patricio Walker Prieto. Se agregó un nuevo inciso al artículo 13 de la Constitución:

Los ciudadanos con derecho a sufragio que se encuentren fuera del país podrán sufragar desde el extranjero en las elecciones primarias presidenciales, en las elecciones de Presidente de la República y en los plebiscitos nacionales. Una ley orgánica constitucional establecerá el procedimiento para materializar la inscripción en el registro electoral y regulará la manera en que se realizarán los procesos electorales y plebiscitarios en el extranjero, en conformidad con lo dispuesto en los incisos primero y segundo del artículo 18.

Esta reforma a la constitución permite a los chilenos que habitan en el extranjero sufragar únicamente en elecciones primarias presidenciales, en elecciones presidenciales y en plebiscitos nacionales; pero no votar en elecciones municipales y parlamentarias.
Esta ley permitió a los chilenos que residan en el extranjero votar por primera vez en las elecciones primarias de presidente y presidenciales propiamente tales, en 2017. A través de la Ley 20.960, publicada el 18 de octubre de 2016, se reguló el derecho a sufragio de los chileno en el extranjero. Según la Dirección para la Comunidad de Chilenos en el Extranjero (Dicoex), del Ministerio de Relaciones Exteriores, esta reforma beneficiará a más de 500 000 chilenos residentes en el extranjero.

## Cambio del sistema binominal por uno proporcional
La Ley 20.840, de 5 de mayo de 2015, reemplazó el sistema electoral binominal, por uno proporcional. Este cambio fue uno de los mayores logros del gobierno de la Nueva Mayoría, pues era una de sus aspiraciones más sentidas, por más de 25 años.
La reforma electoral fue posible, pues previamente en el anterior gobierno, se había modificado la Constitución, eliminándose de su artículo 47, la cifra "120", que fijaba en ese número los integrantes de la Cámara de Diputados.
La reforma de la Ley 20.840 consiste básicamente en 3 cosas:
- Restablecer como método de escrutinio el sistema D'Hondt, aplicado entre 1925 y 1973.
- Establecer un número variable de parlamentarios que debe elegir cada zona. Para el Senado, la circunscripción es la Región, las cuales eligen entre 2 y 5 senadores. Para la Cámara, se establecieron 28 distritos, que eligen un mínimo de 3 y un máximo de 8 cargos cada uno.
- Como consecuencia de lo anterior, se elevó en número de parlamentarios, de 38 a 50 senadores, y de 120 a 155 diputados.

En marzo de 2018, y debido a la renovación parcial del Senado, este pasó de 38 miembros a 43, pues sólo se eligió el número nuevo de senadores, en las antiguas Regiones impares. Después de las elecciones parlamentarias de 2021, la Cámara Alta tendrá la cantidad de integrantes que se estableció en la reforma de 2015; es decir 50 escaños. En esos comicios, elegirán la nueva cifra de senadores, las antiguas Regiones pares, y la Metropolitana de Santiago. El artículo 9° de la Ley 21.074, estableció las denominaciones de las Regiones, sin incluir los ordinales en números romanos. Por su parte, el artículo Primero Transitorio de la Ley 21.073, eliminó esa nomenclatura.
Al analizar la distribución de los cargos entre las regiones y distritos, se aprecian ciertas desigualdades en la representación de algunas zonas respecto de otras. Por ejemplo, el distrito 3°, de la Región de Antofagasta tiene 622.640 habitantes, y el 4° de la Región de Atacama, tiene 312.436 habitantes; y ambos eligen 5 diputados, a pesar de que el primero dobla en población al segundo. Nada habría impedido asignar 6 cargos al uno y 4 al otro, ya que existen otros distritos que eligen 4 y 6 diputados; pero se decidió mantener ese notable desequilibrio.
Producto de estas desigualdades o desproporciones, la oposición recurrió al Tribunal Constitucional, por estimar que no se respetaba la igualdad de voto y ante la Ley; pero su impugnación fue rechazada. El Tribunal sostuvo que:

"La distribución de los distritos, en el marco del sistema electoral proporcional moderado que se crea por el proyecto, en reemplazo del sistema binominal, no afecta el principio del voto igualitario (ni en una perspectiva formal ni sustancial) pues, si bien hay desproporciones, éstas no son arbitrarias sino razonables, y justificadas en razones geográficas, de igualdad de oportunidades, de inclusión social y de competitividad, no comprobándose que afecten “las opiniones políticas o de otra índole” de alguna parte de la población."

## Sistemas electorales uninominales
Desde la reforma de 2015 rige el sistema D'Hondt para elegir todas las autoridades colegiadas en Chile. Es decir, para el Senado, la Cámara de Diputados, los Consejos Regionales y los concejos de cada municipio, por tratarse de elecciones plurinominales, se aplica un sistema proporcional de cifra repartidora. Sin embargo, para las elecciones de autoridades unipersonales, la Constitución y la Ley han previsto sistemas distintos:
- Para las elecciones presidenciales, se aplica un sistema uninominal, con segunda vuelta. El artículo 26 de la Constitución establece que para ser elegido se necesita obtener más de la mitad de los votos válidamente emitidos. Si se presentan más de 2 candidatos, y ninguno obtiene esa mayoría, se realiza una nueva votación entre los 2 candidatos que hayan obtenido las primeras mayorías. En esta oportunidad resulta elegido el que obtenga mayor número de sufragios.[74]
- A nivel comunal, para las elecciones de alcaldes, se aplica un sistema uninominal simple; es decir, sin segunda vuelta. La Ley de Municipalidades en su artículo 127, dispone que será elegido el candidato que simplemente obtenga mayor cantidad de sufragios.[75]
- Según la reforma constitucional de la Ley 20.990, del 5 de enero de 2017, la autoridad superior de cada región residirá en un gobernador regional; figura que reemplazará en gran parte de sus atribuciones a los actuales intendentes regionales, de la exclusiva confianza del presidente de la República. El mecanismo que consagra el reformado artículo 111 de la Constitución, es nuevo en Chile: "Será electo el candidato a gobernador regional que obtuviere la mayoría de los sufragios válidamente emitidos y siempre que dicha mayoría sea equivalente, al menos, al cuarenta por ciento (40%) de los votos válidamente emitidos,..." Si hay más de 2 candidatos y ninguno obtuviere esa proporción, se realizará una segunda votación entre las 2 más altas mayorías y será electo el candidato con más votos.[74]

De esta manera, para cada una de las 3 autoridades unipersonales elegidas directamente en el país, se han establecido sistemas electorales diversos.
La reforma constitucional de enero de 2017 subordinó la primera elección de gobernadores a la dictación de la Ley que regule la transferencia de competencias a esta nueva autoridad. Ello se cumplió al dictarse las Leyes 21.074, del 15 de febrero, y 21.073, del 22 de febrero, ambas de 2018.
En consecuencia, las normas permanentes y transitorias para las elecciones locales en Chile, quedaron así:
- La regla general será que las elecciones locales, de gobernadores regionales, de alcaldes, de consejos regionales y de concejales, se realizarán conjuntamente en el mes de octubre, a partir de 2024.
- En las elecciones municipales de octubre de 2020 —postergadas para mayo de 2021—, se eligió también a los gobernadores regionales, pero no a los consejos regionales.
- Los consejeros regionales elegidos en noviembre de 2017 cesarán en sus funciones en marzo de 2022. Sus sucesores fueron elegidos, por única vez, en noviembre de 2021, conjuntamente con las elecciones presidenciales y parlamentarias, pero su mandato será únicamente de casi 2 años y 10 meses (del 11 de marzo de 2022 al 6 de enero de 2025).